# Neoscona shillongensis
Neoscona shillongensis är en spindelart som beskrevs av Benoy Krishna Tikader och Bal 1981. Neoscona shillongensis ingår i släktet Neoscona och familjen hjulspindlar. Inga underarter finns listade i Catalogue of Life.